# Steve Harvey
Broderick Stephen Harvey Sr. (* 17. ledna 1957) je americký televizní moderátor, komik, herec a producent. Uvádí pořady The Steve Harvey Morning Show, Family Feud, Celebrity Family Feud, Family Feud Africa a soudní pořad Judge Steve Harvey. Dříve uváděl soutěž Miss Universe. Mezi jeho úspěchy patří sedm cen Daytime Emmy, dvě Marconi Awards a čtrnáct NAACP Image Awards.
Svou kariéru začal jako stand-up komik na počátku 80. let. Později moderoval Showtime at the Apollo a hrál v televizním sitcomu The Steve Harvey Show na televizní stanici The WB. V roce 2000 se objevil ve filmu V království komiků. Se stand-upem vystoupil naposledy v roce 2012.
Napsal čtyři knihy, včetně bestselleru z roku 2009 Jednejte jako dáma, myslete jako muž. V roce 2017 založil zábavní společnost Steve Harvey Global, pod kterou spadá jeho produkční společnost East 112 a různé další podniky. Také investoval do převzetí sítě HDNet. Se svou manželkou Marjorie jsou zakladateli neziskové organizace The Steve and Marjorie Harvey Foundation, která se zaměřuje na vzdělávání mládeže.

## Mládí
Narodil se 17. ledna 1957 ve Welchi v Západní Virginii Jessemu Harveymu a Eloise Veryové. Je pojmenovan po herci Brodericku Crawfordovi ze seriálu Dálniční policie. Přesto, že v dětství silně koktal, toužil v dospělosti pracovat v televizi. S rodinou se přestěhovali do Clevelandu v Ohiu. V roce 1974 odmaturoval na Glenville High School.
Krátce po střední škole navštěvoval Kentskou státní univerzitu a Západovirginskou univerzitu. Nikdy ji ale nedokončil. Později litoval, že titul na univerzitě nezískal.

## Osobní život
Byl třikrát ženatý a má sedm dětí (tři nevlastní). Z prvního manželství s Marciou Harveyovou má dvě dcery Brandi a Karli a syna Brodericka Harveyho Jr. Z druhého manželství s Mary Shackelfordovou má syna Wyntona, manželé se rozvedli v listopadu 2005.
V červnu 2007 se oženil s Marjorie Bridgesovou, jež měla z předešlých vztahů tři dětí, Morgana, Jasona a Lori. Harvey je všechny přijal za svoje. Oba mají pět vnoučat.
V lednu roku 2017 byl kritizován za setkání s tehdy zvoleným prezidentem Donaldem Trumpem. Své rozhodnutí obhajoval s tím, že pomůže nastartovat pozitivní změny.
Je křesťan a svůj úspěch připisuje víře v Boha. Dále je zastáncem náboženské harmonie. Ze zdravotních důvodů dodržuje veganskou dietu.

### Filantropie
Je zakladatelem filantropické nadace Steve & Marjorie Harvey Foundation, která poskytuje služby pro mládež. Každoročně pořádá tábor pro děti bez otce a také spolupracuje s Kent State University na poskytování stipendií. Patří mezi partnery Walt Disney World Resort, každoročně se zde účastní workshopu pro 100 studentů.
Během Halloweenské noci thrillerů 2022, kterou pořádala nadace Heal Los Angeles Foundation, obdržel společně s Chrisem Tuckerem cenu „Man in The Mirror“, která se uděluje vlivným osobnostem, jež využívají své platformy k dobrým účelům. Cenu mu předal Prince Jackson, syn Michaela Jacksona.

## Písemná díla
- 2009, Jednejte jako dáma, myslete jako muž
- 2010, Jak si najít a udržet muže a zůstat dámou[22]
- 2014, Act Like a Success[23]
- 2016, Jump, Take the Leap of Faith to Achieve Your Life of Abundance[23]

## Filmografie

### Televize
| Rok                  | Název                             | Role            | Poznámky                               |
| -------------------- | --------------------------------- | --------------- | -------------------------------------- |
| 1993–2000, 2016–2018 | Showtime at the Apollo            | sám sebe        |                                        |
| 1994–1995            | Me and the Boys                   | Steve Tower     | 19                                     |
| 1996–2002            | The Steve Harvey Show             | Steve Hightower | 122 epizod, producent                  |
| 2001                 | Rodinka Pyšných                   | hlas            | Epizoda: "Don't Leave Home Without It" |
| 2002, 2003           | Essence Awards                    | sám sebe        |                                        |
| 2002                 | My Wife and Kids                  | Steve           | Epizoda: "Jay the Artist"              |
| 2003                 | The Parkers                       | pan Barnes      | Epizoda: "The Hold Up"                 |
| 2003–2005            | Steve Harvey's Big Time Challenge | sám sebe        | Také výkonný producent                 |
| 2004, 2005           | BET Comedy Awards                 | sám sebe        |                                        |
| 2010                 | Who Wants to Be a Millionaire     | sám sebe        | 5 epizod                               |
| 2010–současnost      | Family Feud                       | sám sebe        |                                        |
| 2012                 | Praise the Lord                   | sám sebe        | 30. listopadu                          |
| 2012–2017            | Steve Harvey                      | sám sebe        | Také výkonný producent                 |
| 2013                 | NAACP Image Awards                | sám sebe        | 1. února                               |
| 2015                 | Comedians in Cars Getting Coffee  | sám sebe        | 2 epizody                              |
| 2015–současnost      | Celebrity Family Feud             | sám sebe        | Také výkonný producent                 |
| 2015–2019, 2021      | Miss Universe                     | sám sebe        |                                        |
| 2016–2018            | Little Big Shots                  | sám sebe        | Také výkonný producent                 |
| 2017                 | Steve Harvey's Funderdome         | sám sebe        |                                        |
| 2017                 | Little Big Shots: Forever Young   | sám sebe        | Také výkonný producent                 |
| 2017–2019            | Steve                             | sám sebe        | Také výkonný producent                 |
| 2019–2021            | NFL Honors                        | sám sebe        | hostitel                               |
| 2019–2020            | WWE Network Special               | sám sebe        | speciální host                         |
| 2020–současnost      | Family Feud Africa                | sám sebe        | South African and Ghanaian version     |
| 2020–současnost      | Steve on Watch                    | sám sebe        | Také výkonný producent                 |
| 2022–současnost      | Judge Steve Harvey                | sám sebe        | Také výkonný producent                 |

### Filmy
| Year | Title                                                    | Role             | Note             |
| ---- | -------------------------------------------------------- | ---------------- | ---------------- |
| 2000 | V království komiků                                      | sám sebe         | Standup speciál  |
| 2003 | Pokušení                                                 | Miles Smoke      |                  |
| 2003 | Láska nic nestojí                                        | Clarence Johnson |                  |
| 2004 | Rodinka na tripu                                         | Mack Johnson     |                  |
| 2004 | Nakládačka                                               | pan Rad          |                  |
| 2005 | Rychlý Stripes                                           | moucha Buzz      | hlas             |
| 2006 | Steve Harvey: Don't Trip... He Ain't Through with Me Yet | sám sebe         | Standup speciál  |
| 2008 | Still Singing                                            | sám sebe         | Standup speciál  |
| 2009 | Madea Goes to Jail                                       | sám sebe         | Cameo vystoupení |
| 2012 | Mysli jako on                                            | sám sebe         | Cameo vystoupení |